# 纯水机
纯水机，也称纯水器，是一种水净化设备，通过逆渗透（Reverse Osmosis）等过滤方法，去除水中的杂质，将一般生活用水净化为可直接饮用的水，纯水机制造出来的水称为纯净水。

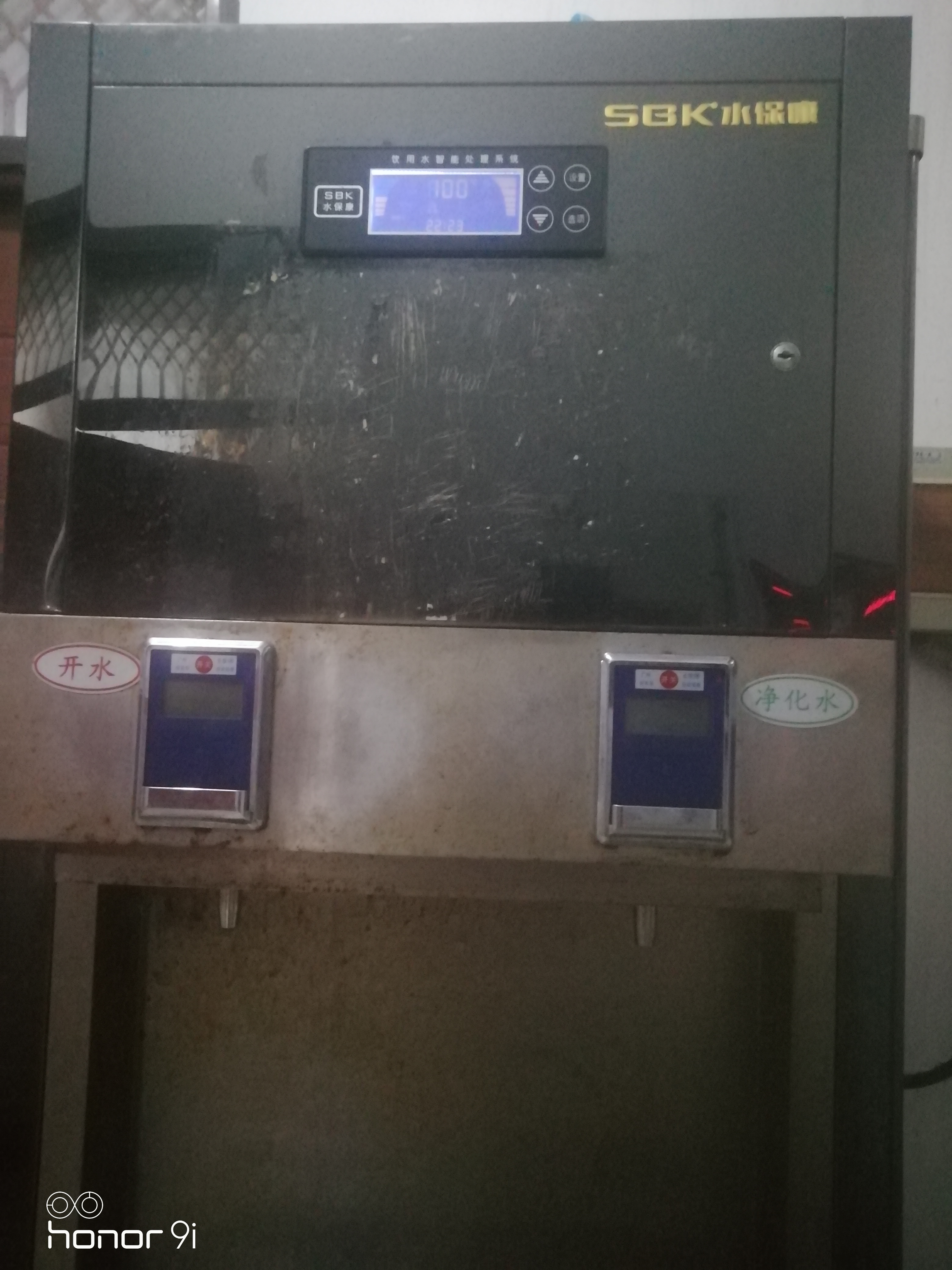
开封大学学生宿舍楼内部的一台纯水机

纯水机是一种通过目前国际流行的反渗透等办法，对原水进行过滤处理（物理法）后不添加任何化合物而生产出的纯水。分为两类，一种是生活饮用型纯水机，也叫家用纯水机，一种是实验室用纯水机，可达到实验室对纯水水质要求。